# Leptacis pilosella
Leptacis pilosella (лат.) — вид платигастроидных наездников из семейства Platygastridae. Юго-Восточная Азия: Индонезия (остров Хальмахера). Название таксона, означающее «с тонкими щетинками», относится к щетинкам глаз и жгутика, характерным для этого вида.

## Описание
Мелкие перепончатокрылые насекомые (длина 1,1 мм). Отличаются следующими признаками: затылочный киль развит, сильный, медиально треугольно приподнятый; глаза и жгутик самки с необычными длинными щетинками; длина переднего крыла в 2,8 раза больше ширины, с краевыми ресничками в 0,3 раза больше ширины крыла. Основная окраска коричневато-чёрная и жёлтая: тело чёрное, антенномеры А1-А7 и ноги светло-коричневато-желтые; А8-А10 и тегула коричневая. Усики 10-члениковые. Внешне похож на L. antennalis. Вид был впервые описан в 2008 году датским энтомологом Петером Булем (Peter Neerup Buhl, Дания).